# Цыпкин, Борис Наумович
Борис Наумович Цыпкин (18 августа 1896 или 12 сентября 1896, Минск — 3 марта 1961, Минск) — белорусский советский хирург-ортопед и учёный-медик, доктор медицинских наук (1936), профессор (1936).

## Биография
Родился в Минске в семье Неваха (Нояха) Гиршевича и Баси Абрамовны Цыпкиных. Окончил медицинский факультет Московского университета, с 1922 года ординатор, ассистент, заведующий лабораторией на кафедре госпитальной хирургии Белорусского медицинского института в Минске, а с 1958 года — на кафедре травматологии и ортопедии (с 1936 года — профессор). Одновременно с 1930 года был научным сотрудником и доцентом, заведующим экспериментальным отделом (впоследствии старшим научным сотрудником и профессором) и 1945—1950 годах заместителем директора Белорусского государственного института физиатрии, ортопедии и неврологии (ГИФОН, позже — Минский научно-исследовательский институт ортопедии и восстановительной хирургии и НИИ травматологии и ортопедии Минздрава БССР). Ученик основателя этого института, профессора М. Н. Шапиро. Преподавал в Минском институте физической культуры, был главврачом 3-й городской клинической больницы, заведовал кафедрой травматологии и ортопедии Белорусского государственного института усовершенствования врачей (1950—1954).
Диссертацию доктора медицинских наук по теме «Дистрофические процессы в костях при поражениях нервной системы» защитил 7 мая 1936 года (опубликована в Трудах Белорусского государственного института физиатрии, ортопедии и неврологии, 1939).
В годы Великой Отечественной войны работал в эвакогоспитале в Уфе, был начальником хирургического управления Южно-Уральского военного округа. Вся семья (родители, сестра, племянники) погибла в Минском гетто (что отображено в повести его сына — прозаика и патологоанатома Леонида Цыпкина «Мост через Нерочь»); брат и две сестры погибли в лагерях, а он сам был лишь кратковременно арестован в 1934 году. Жил в Доме специалистов № 2 на Ленинском проспекте, № 43, кв. 106.
Основные научные труды посвящены технике оперативных вмешательств при врождённых и приобретённых заболеваниях опорно-двигательного аппарата, клиническим вопросам костных новообразований и последствий травм. Один из основателей спортивной медицины и организаторов ортопедической помощи в Белоруссии. Автор монографий «Корректирующая гимнастика у школьников», «Искривление позвоночника» (с М. Н. Шапиро), «Клиника эпифизионекрозов и апофизитов» (с М. Н. Шапиро), «Опухоли костей» (с соавторами) и других. Среди учеников — доктора медицинских наук Роза Михайловна Минина (1907—1991), первая заведующая кафедрой травматологии и ортопедии Белорусского медицинского института (1958) и Аркадий Степанович Крюк (1920—2015), заведующий этой кафедрой в 1966—1987 годах.

## Семья
- Жена — Вера Моисеевна По́ляк (18 августа 1895 — 19 октября 1981)[16], врач-фтизиатр; её сестра Л. М. Поляк с мужем Р. И. Аванесовым были литературоведами, двоюродный брат А. М. Поляк — инженер-химик, лауреат Сталинских премий[17].
  - Сын — доктор медицинских наук Леонид Цыпкин.

## Публикации
- Хрящевая краниопластика (с А. Е. Мангеймом). Харьков: Научная мысль, 1925.
- Клиника эпифизеонекрозов и апофизитов (с М. Н. Шапиро). Минск: Белгосиздат, 1935.
- Техника массажа. Руководство для медтехникумов. Минск: Белгосиздат, 1937.
- Лечение порочных культей. Минск: Государственное издательство БССР, 1946.
- Предупреждение и лечение дефектов осанки и искривлений позвоночника. Минск: Минский научно-исследовательский институт ортопедии и восстановительной хирургии, 1956.
- Остеосинтез металлическими спицами. Минск: Минский научно-исследовательский институт травматологии и ортопедии Минздрава БССР, 1958.
- Опухоли костей. Под редакцией Р. З. Мининой, Б. Н. Цыпкина и А. С. Крюка. Минск: Минский научно-исследовательский институт травматологии и ортопедии Минздрава БССР, 1959.
- Клиника, диагностика и лечение костных опухолей. Под редакцией проф. Б. Н. Цыпкина. Минск: Издательство Академии наук БССР, 1961.